# Bessac
Bessac ist eine westfranzösische Gemeinde mit 119 Einwohnern (Stand 1. Januar 2022) im Département Charente in der Region Nouvelle-Aquitaine.

## Lage
Bessac liegt etwa 36 Kilometer (Fahrtstrecke) südwestlich von Angoulême in der Kulturlandschaft des Angoumois in einer Höhe von etwa 90 Metern ü. d. M. Das Flüsschen Arce durchfließt das Gebiet der Gemeinde.

## Bevölkerungsentwicklung
| Jahr      | 1962 | 1968 | 1975 | 1982 | 1990 | 1999 | 2006 | 2017 |
| Einwohner | 213  | 189  | 152  | 147  | 139  | 131  | 128  | 107  |

In der ersten Hälfte des 19. Jahrhunderts hatte die Gemeinde stets um die 500 Einwohner; infolge der Reblauskrise im Weinbau und der Mechanisierung der Landwirtschaft sank die Einwohnerzahl danach kontinuierlich bis auf die derzeitigen Tiefststände ab.

## Wirtschaft
Die Einwohner der Gemeinde lebten jahrhundertelang von der Landwirtschaft; die Böden der Gemeinde gehören zu den Fins Bois des Weinbaugebietes Cognac, doch sind die Absätze bei teuren Weinbränden in den letzten Jahrzehnten eher rückläufig, so dass der Weinbau heutzutage keine bedeutende Rolle mehr spielt. Der Tourismus in Form der Vermietung von Ferienwohnungen trägt seit den 1960er Jahren zu den Einnahmen der Gemeinde bei.

## Geschichte
Das Vorhandensein einer romanischen Kirche lässt auf die Existenz einer Ortschaft in mittelalterlicher Zeit schließen.

## Sehenswürdigkeiten

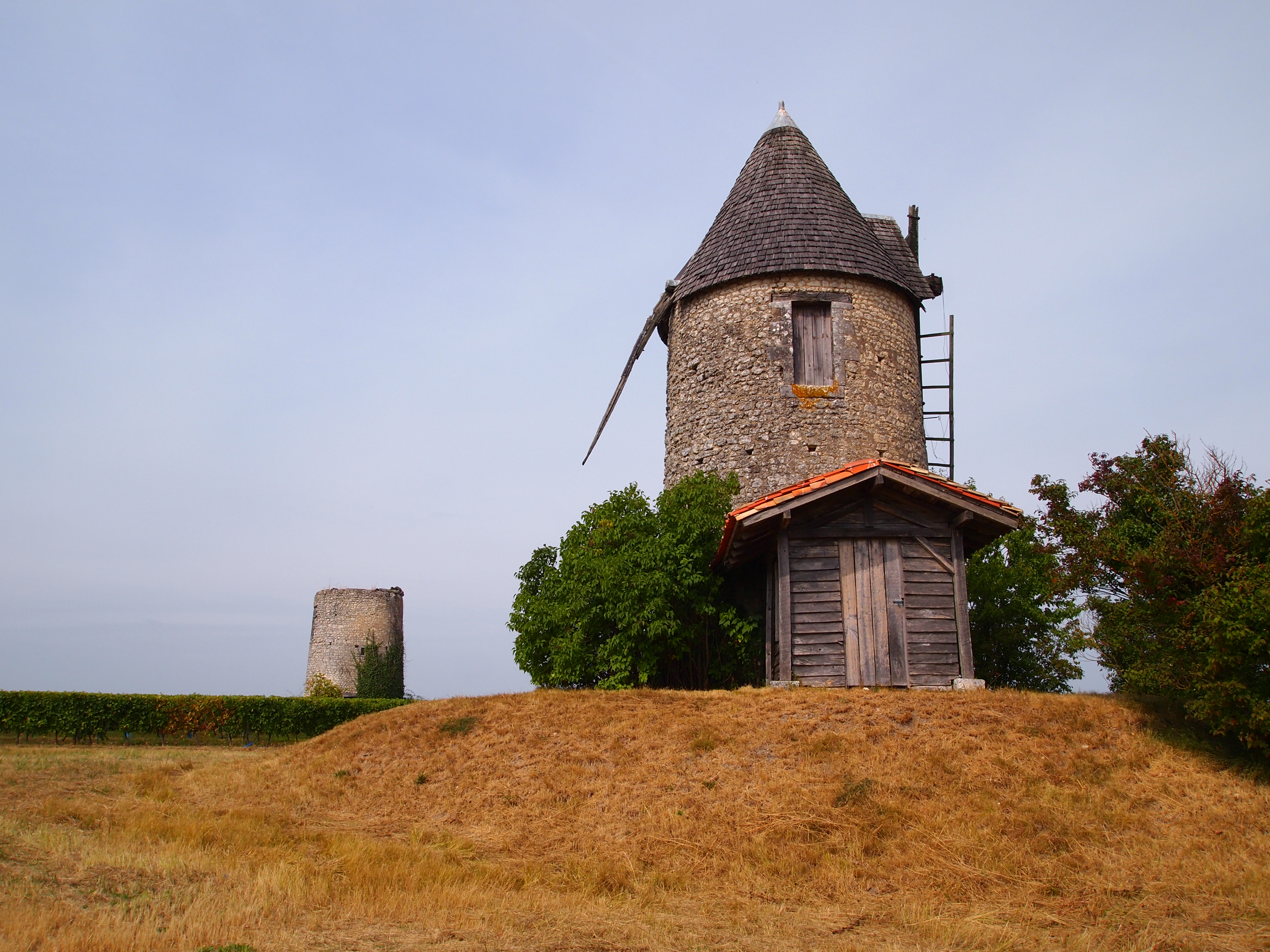
Windmühle und -stumpf

- Die weitgehend schmucklose romanische Pfarrkirche Saint-Jean-Baptiste ist ein Bau des 12./13. Jahrhunderts. Die Strebepfeiler in den Ecken der Westfassade sind im oberen Teil mit kleinen Wehrerkern (bretèches) versehen. Das Bruchsteinmauerwerk der nicht durch Strebepfeiler verstärkten Außenwände konnte kein Gewölbe tragen und so ist das Langhaus der einschiffigen Kirche bis auf den heutigen Tag von einem offenen Dachstuhl überspannt.
- Auf einer etwa zwei Kilometer nordöstlich gelegenen Anhöhe (45° 26′ 18″ N, 0° 0′ 48″ O) steht eine im Jahr 1791 aus Bruchsteinen errichtete und bis ins 20. Jahrhundert hinein in Gebrauch befindliche Windmühle auf rundem Grundriss, deren Flügel allerdings in den Stürmen der letzten Jahrzehnte gelitten haben. Der Bau ist seit 2002 als Monument historique[1] anerkannt. Von einer weiteren Windmühle in unmittelbarer Nähe ist nur noch der ebenfalls aus Bruchsteinen errichtete Stumpf erhalten.